# Cylindrotoma distinctissima americana
Cylindrotoma distinctissima americana is een ondersoort van de tweevleugelige Cylindrotoma distinctissima uit de familie buismuggen (Cylindrotomidae). De soort komt voor in het Nearctisch gebied.